# Rudolf Holsti
Eino Rudolf Woldemar Holsti (né le 8 octobre 1881 à Jyväskylä – mort le 3 août 1945 à Palo Alto en Californie) est un homme politique, journaliste et diplomate finlandais,,.

## Biographie
Rudolf Holsti est le fils du juge de district Frans Michael Severin Holsti (1847–1912) et d'Ilma Ihanelma Fredrika Schildt.
En 1901, il passe son baccalauréat au lycée Ressu d'Helsinki puis il étudie l'économie à l'université d'Helsinki, obtenant un master en 1908 et un doctorat en 1914. Rédigée en anglais, sa thèse de doctorat était intitulée The Relation of War to the Origin of the State.
Holsti a également étudié à Londres de 1909 à 1911 et de 1912 à 1913.
Il est maître de conférences en sociologie à l'université d'Helsinki de 1914 à 1923,,.
Holsti est rédacteur en chef du journal Hämetär à Hämeenlinna de 1903 à 1905, rédacteur en chef de Lahden Lehti à Lahti de 1906 à 1907 et rédacteur en chef de Helsingin Sanomat à Helsinki en 1905, travaillant avec son ami et camarade de classe Joel Lehtonen. En 1909–1911, il est le correspondant à Londres de Helsingin Sanomat et journaliste au département des affaires étrangères  de Helsingin Sanomat en 1911–1917.
De 1906 à 1932, Holsti est marié à Hellin Alina Horell, l'union se termine par un divorce. Il se remarie avec Liisa Annikki Franssila en 1932,. Son fils Ole Holsti (1933-2020) est professeur à l'université Duke de 1974 à 1998 et Kalevi Holsti (né en 1935) est professeur à l'université de la Colombie-Britannique,.
Holst est nommé docteur honoris causa de l'université Temple en 1938. En 1940, il déménage avec ses fils Kalevi et Olavi aux États-Unis pour enseigner les cours d'été à l'université Stanford. Aux États-Unis, Holsti a également conseillé le président Herbert Hoover sur les questions de santé. Holsti est décédé le 3 août 1945 à l'hôpital de Palo Alto (Californie) alors qu'il subissait une chirurgie pour une hernie.

## Carrière politique
En 1913–1918, il est député du Parlement finlandais  représentant le Parti jeune finnois.
Il est représentant au Sénat finlandais en 1917. Il est membre de la délégation qui, en 1917, informe officiellement les puissances occidentales de la déclaration d'indépendance de la Finlande et demande leur reconnaissance,,.
En 1919–1922 et en 1936–1938, il est ministre des Affaires étrangères des gouvernements Kaarlo Castrén, Vennola I, Erich et Vennola II.
De 1923 à 1927, il est ambassadeur de Finlande en Estonie.